# Estelle Raffai
Estelle Raffai (née le 6 février 1998 à Longjumeau) est une athlète française, spécialiste des épreuves de sprint.

## Biographie
Elle remporte la médaille de bronze du 200 mètres et la médaille d'argent du relais 4 × 100 mètres lors des championnats du monde juniors 2016, à Bydgoszcz en Pologne.
Estelle Raffai reconnaît s'inspirer d'Allyson Felix car elle est "humble, elle est forte et a un palmarès énorme". Très déçue par la sous-médiatisation du sport féminin, elle défend la présence des femmes dans la sphère sportive: "J’aimerais voir plus de sport féminin à la télévision parce que parfois on a l’impression que les femmes sont sous-représentées dans le sport alors que ce n’est pas le cas."

## Palmarès
| Date | Compétition                       | Lieu      | Résultat | Épreuve   | Temps         |
| ---- | --------------------------------- | --------- | -------- | --------- | ------------- |
| 2016 | Championnats du monde juniors     | Bydgoszcz | 3e       | 200 m     | 23 s 48       |
| 2016 | Championnats du monde juniors     | Bydgoszcz | 2e       | 4 × 100 m | 44 s 05       |
| 2017 | Relais mondiaux de l'IAAF         | Nassau    | 6e       | 4 × 200 m | 1 min 35 s 11 |
| 2017 | Championnats d'Europe juniors     | Grosseto  | 5e       | 200 m     | 23 s 58       |
| 2017 | Championnats d'Europe juniors     | Grosseto  | 2e       | 4 x 100 m | 44 s 03       |
| 2018 | Jeux méditerranéens               | Tarragone | 7e       | 200 m     | 23 s 54       |
| 2018 | Jeux méditerranéens               | Tarragone | 1re      | 4 x 100 m | 43 s 29       |
| 2019 | Relais mondiaux de l'IAAF         | Yokohama  | 1re      | 4 x 200 m | 1 min 32 s 16 |
| 2019 | Championnats d'Europe espoirs     | Gävle     | 2e       | 200 m     | 23 s 35       |
| 2019 | Championnats d'Europe espoirs     | Gävle     | 2e       | 4 x 100 m | 43 s 82       |
| 2019 | Championnats d'Europe par équipes | Bydgoszcz | 1re      | 4 x 100 m | 43 s 09       |

| Date | Compétition                     | Lieu          | Résultat | Épreuve | Temps   |
| ---- | ------------------------------- | ------------- | -------- | ------- | ------- |
| 2018 | Championnats de France en salle | Liévin        | 3e       | 60 m    | 7 s 42  |
| 2019 | Championnats de France          | Saint-Étienne | 3e       | 200 m   | 23 s 47 |
| 2021 | Championnats de France en salle | Miramas       | 1re      | 200 m   | 23 s 63 |
| 2023 | Championnats de France          | Albi          | 2e       | 400 m   | 53 s 09 |

## Records
| Épreuve | Temps   | Lieu     | Date         |
| ------- | ------- | -------- | ------------ |
| 100 m   | 11 s 49 | Oordegem | 26 mai 2018  |
| 200 m   | 23 s 05 | Antony   | 18 juin 2017 |